# Polygrammate hebraea
Polygrammate hebraea là một loài bướm đêm trong họ Noctuidae.